# المعهد العالي للتصرف الصناعي بصفاقس
المعهد العالي للتصرف الصناعي بصفاقس هو مؤسسة عمومية تونسية للتعليم العالي في ميدان البيوتكنولوجيا تابع لوزارة التعليم العالي والبحث العلمي والتكنولوجيا وتحت إشراف مباشر لجامعة صفاقس، أنشئ في جويلية 2002.

شعار المعهد العالي للتصرف الصناعي بصفاقس

.

## أرقام
- طبقا لأرقام 2007 -2008 يدرس بالمعهد 1327 طالبا من بينهم 756 طالبة.

## الشهادات
يمنح المعهد الشهادات التالية:
- شهادات الإجازة التطبيقية:
  - التصرف في الإنتاج بواسطة الحاسوب ؛
  - التصرف في الجودة؛
  - التصرف في التزويد.
- شهادات الإجازة الأساسية:
  - التصرف في الإنتاج ؛
  - لوجستيك أنظمة الإنتاج ؛
  - التصرف في الجودة ؛
  - الإعلامية المطبقة في التصرف.
- شهادات الماجستير:
  - ماجستير البحث في علوم النقل واللوجستيك
  - الماجستير المهنية في الإدارة المندمجة الجودة والأمن والمحيط
  - الماجستير المهنية في التصرف حسب الأهداف

## وصلة خارجية
- موقع المعهد العالي للتصرف الصناعي بصفاقس.